# TT397
La tombe thébaine TT 397 est située à Cheikh Abd el-Gournah, dans la nécropole thébaine, sur la rive ouest du Nil, face à Louxor en Égypte.
C'est la tombe de Nakht, prêtre d'Amon, gardien du magasin d'Amon, à la XVIIIe dynastie.